# 圣莫里斯蒙库罗讷
圣莫里斯蒙库罗讷（法語：Saint-Maurice-Montcouronne，法語發音：[sɛ̃ moʁis mɔ̃kuʁɔn] ⓘ）是法国法兰西岛大区埃松省的一个市镇，属于埃唐普区。

## 地理
圣莫里斯蒙库罗讷（48°34'57"N, 2°7'34"E）面积9.03 平方千米，位于法国法蘭西島大區埃松省，该省份为法国北部内陆省份，北起上塞纳省和马恩河谷省，西接厄尔-卢瓦省和伊夫林省，南至卢瓦雷省，东临塞纳-马恩省。
与圣莫里斯蒙库罗讷接壤的市镇（或旧市镇、城区）包括：库尔松-蒙特卢、布勒耶、布吕耶尔勒沙泰勒、丰特奈莱布里、圣谢龙、勒瓦勒圣日耳曼、沃格里尼厄斯。

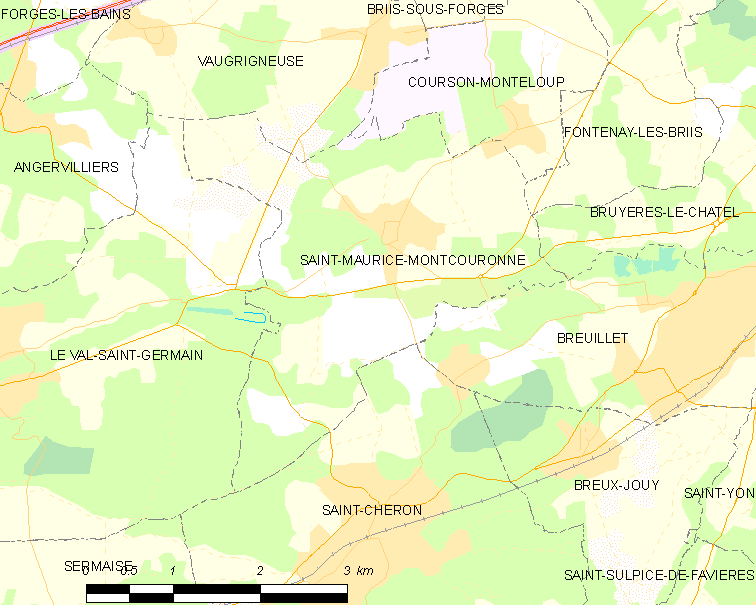
圣莫里斯蒙库罗讷的OSM定位图

圣莫里斯蒙库罗讷的时区为UTC+01:00、UTC+02:00（夏令时）。

## 行政
圣莫里斯蒙库罗讷的邮政编码为91530，INSEE市镇编码为91568。

## 政治
圣莫里斯蒙库罗讷所属的省级选区为杜尔当县。

## 人口

1962-2008年间圣莫里斯蒙库罗讷人口变化图示

圣莫里斯蒙库罗讷于2022年1月1日时的人口数量为1540人。